# باغداشن (اردهان)
باغداشن (به ترکی استانبولی: Bağdaşen) یک منطقهٔ مسکونی در ترکیه است که در اردهان واقع شده‌است. باغداشن ۱٬۰۴۰ نفر جمعیت دارد و ۲٬۰۵۰ متر بالاتر از سطح دریا واقع شده‌است.